# Onegabugten
Onegabugten (russisk: Онежская губа, tr. Onezjskaja guba) er en bugt i den sydvestlige del af Hvidehavet i det nordvestlige Rusland. Bugten er 185 km lang og 50-100 km bred, og den er relativt lavvandet med en gennemsnitlig dybde på 16 meter, og største dybde 36 meter.
Floderne Onega, Kem og Vyg løber ud i bugten. Bugten har mange øer, hvoraf de største og mest kendte er Solovetskij-øerne helt ude ved indløbet til bugten, hvorpå Solovetskij-klosteret er beliggende. På vestkysten, ved byen Belomorsk, ligger udløbet af Hvidehavskanalen. Andre byer ved bugten er Onega og Kem, som ligger ved udløbet af de respektive floder med samme navne.
64°20′N 36°30′Ø / 64.33°N 36.5°Ø